# Glejak struniakowy trzeciej komory
Glejak struniakowy trzeciej komory (ang. chordoid glioma of the third ventricle) – rzadki guz mózgu. Występuje u osób dorosłych i lokalizuje się w komorze trzeciej mózgowia. Charakteryzuje się powolnym wzrostem i histologicznie typowym utkaniem. Ultrastrukturalnie wykazano podobieństwo komórek guza do komórek narządu podspoidłowego, jednak dokładna etiologia pozostaje nieznana. Pierwsze opisy przedstawili Brat i wsp. w 1998 oraz Wanschitz i wsp. w 1995.